# (9107) Narukospa
(9107) Narukospa est un astéroïde de la ceinture principale.

## Description
(9107) Narukospa est un astéroïde de la ceinture principale. Il fut découvert le 6 janvier 1997 à Ōizumi par Takao Kobayashi. Il présente une orbite caractérisée par un demi-grand axe de 2,86 UA, une excentricité de 0,20 et une inclinaison de 6,8° par rapport à l'écliptique.

## Compléments